# Gao Lijuan (halterófila)
Gao Lijuan (en chino: 高丽娟; 1970) es una deportista china que compitió en halterofilia. Ganó dos medallas de oro en el Campeonato Mundial de Halterofilia, en los años 1987 y 1992.

## Palmarés internacional
| Campeonato Mundial | Campeonato Mundial             | Campeonato Mundial | Campeonato Mundial |
| Año                | Lugar                          | Medalla            | Categoría          |
| ------------------ | ------------------------------ | ------------------ | ------------------ |
| 1987               | Daytona Beach (Estados Unidos) | Medalla de oro     | 67,5 kg            |
| 1992               | Varna (Bulgaria)               | Medalla de oro     | 67,5 kg            |